# Matt Lojeski
Matthew Thomas Lojeski (* 24. Juli 1985 in Racine, Wisconsin) ist ein US-amerikanisch-belgischer Basketballspieler. Nach dem Studium in seinem Geburtsland spielte Lojeski zunächst sechs Jahre in Belgien, wo er zweimal die Meisterschaft und den nationalen Pokalwettbewerb gewinnen konnte. Nachdem Lojeski 2013 die belgische Staatsbürgerschaft angenommen hatte, wurde er Nationalspieler seiner Wahlheimat.

## Karriere
Lojeski machte seinen Schulabschluss an der St. Catherine’s High School in seiner Geburtsstadt am Michigansee. Anschließend begann er im Jahr 2003 ein Studium am Eastern Wyoming Community College in Torrington (Wyoming), wo er für die Hochschulmannschaft Lancers in der National Junior Collegiate Athletic Association (NJCAA) spielte.  Nach zwei Jahren bekam er zum weiterführenden Studium einen Studienplatz an der University of Hawaiʻi at Mānoa, wo er für die Hochschulmannschaft Rainbow Warriors in der Western Athletic Conference (WAC) der NCAA spielte. Der Mannschaft gelangen jedoch innerhalb der WAC keine besonderen Erfolge und auch keine Qualifikation für ein „Postseason“-Turnier.
Nachdem Lojeski im NBA-Draft 2007 von keinem Klub der am höchsten dotierten Profiliga NBA berücksichtigt worden war, startete Lojeski eine Karriere als professioneller Spieler in Europa. Seinen ersten Vertrag unterschrieb er bei Okapi Aalstar aus Aalst in der belgischen Ethias League. In der Play-off-Halbfinalserie verlor die Mannschaft gegen den vormaligen Vizemeister Euphony Bree. Auch in der folgenden Saison, in der Lojeski erstmals Topscorer der Liga mit durchschnittlich mehr als 18 Punkten pro Spiel werden konnte, verlor man im Play-off-Halbfinale. Für die Saison 2009/10 wechselte Lojeski zum Ligakonkurrenten aus Ostende, der nach der letzten Meisterschaft 2007 zwei sehr mäßige Spielzeiten gespielt hatte. Nachdem man das Finalspiel im belgischen Pokalwettbewerb deutlich gegen Meister Spirou BC Charleroi gewonnen und den Titel errungen hatte, verlor Lojeski mit Ostende in der Play-off-Halbfinalserie wie auch in der darauffolgenden Saison gegen den Titelverteidiger. Erst in der Saison 2011/12 konnte Ostende den Spieß wieder umdrehen und in einer Finalserie über fünf Spiele Spirou den Meistertitel wieder entreißen. In der folgenden Saison gewann Ostende sogar das nationale Double aus Meisterschaft und Pokalwettbewerb unter anderem in einer Mannschaft mit dem deutsch-kroatischen Spieler Mario Stojić und Lojeskis Landsmann Jamel McLean, die anschließend in die deutsche Basketball-Bundesliga wechselten. 
Nachdem Lojeski im Juli 2013 die belgische Staatsbürgerschaft erhalten konnte, nutzte er sogleich die neuen Möglichkeiten seines europäischen Passes und verließ schließlich auch seine belgische Wahlheimat. Er wechselte zum griechischen Verein Olympiakos aus Piräus, der wenige Monate zuvor seinen Titel im höchstrangigen europäischen Vereinswettbewerb EuroLeague erfolgreich verteidigt hatte. Zuvor wurde Lojeski jedoch für seine neue Wahlheimat als Nationalspieler in der Vorbereitung auf das EM-Endrundenturnier 2013 aktiv, doch kurz vor dem eigentlichen Turnierbeginn musste er wegen einer Behandlung seine Teilnahme absagen. In der EuroLeague 2013/14 konnte Olympiakos seinen Titel nicht verteidigen und schied in den Viertelfinal-Play-offs gegen den Vorjahresfinalgegner Real Madrid in fünf Spielen aus. Nachdem man das Finale im nationalen Pokalwettbewerb gegen den nationalen Erzrivalen Panathinaikos Athen bereits verloren hatten, konnte Olympiakos auch in der Finalserie um die Meisterschaft den Titel nicht zurückholen und musste sich auch hier in fünf Spielen dem Titelverteidiger geschlagen geben.

## Erfolge
- Belgischer Meister: 2012, 2013
- Griechischer Meister: 2015, 2016, 2018, 2019
- Griechischer Pokalsieger: 2019